# Internare
În sens juridic, internarea se referă la o privare de libertate organizată de stat cu scopul de a izola în lagăre de internare special amenajate unele persoane sau chiar grupuri întregi pentru a le ține departe de restul populației.